# جنا کارول
جنا کارول (انگلیسی: Jenna Carroll؛ زادهٔ ۸ مهٔ ۱۹۹۰) بازیکن فوتبال اهل بریتانیا است.